# Bythiospeum quenstedti
Bythiospeum quenstedti é uma espécie de gastrópode  da família Hydrobiidae.
É endémica da Alemanha.